# Olympische Sommerspiele 1996/Teilnehmer (Kroatien)
| Gelbes Symbol für Goldmedaillen mit stilisierten Olympischen Ringen | Graues Symbol für Silbermedaillen mit stilisierten Olympischen Ringen | Braundes Symbol für Bronzemedaillen mit stilisierten Olympischen Ringen |
| ------------------------------------------------------------------- | --------------------------------------------------------------------- | ----------------------------------------------------------------------- |
| 1                                                                   | 1                                                                     | —                                                                       |

Kroatien nahm bei den Olympischen Sommerspielen 1996 in der US-amerikanischen Metropole Atlanta mit 84 Sportlern, 9 Frauen und 75 Männern, in 14 Sportarten teil.
Nach 1992 war es die zweite Teilnahme Kroatiens bei Olympischen Sommerspielen.

## Flaggenträger
Der Wasserballer Perica Bukić trug die Flagge Kroatiens während der Eröffnungsfeier am 19. Juli im Centennial Olympic Stadium.

## Medaillengewinner
Mit je einer gewonnenen Gold- und Silbermedaille belegte das kroatische Team Platz 45 im Medaillenspiegel.

### Gold
| Namen | Sportart | Wettkampf     |
| --- | -------- | ------------- |
| Valter Matošević, Venio Losert, Irfan Smajlagić, Slavko Goluža, Iztok Puc, Goran Perkovac, Zlatko Saračević, Patrik Ćavar, Božidar Jović, Alvaro Načinović, Nenad Kljaić, Zoran Mikulić, Bruno Gudelj, Vladimir Jelčić, Vladimir Šujster, Valner Franković, Tomislav Farkaš | Handball | Herrenturnier |

### Silber
| Namen | Sportart   | Wettkampf     |
| --- | ---------- | ------------- |
| Perica Bukić, Damir Glavan, Igor Hinić, Vjekoslav Kobeščak, Joško Kreković, Ognjen Kržić, Dubravko Šimenc, Siniša Školneković, Ratko Štritof, Tino Vegar, Renato Vrbičić, Zdeslav Vrdoljak | Wasserball | Herrenturnier |

## Teilnehmer nach Sportarten

### Basketball
- Herrenteam
7. Platz

- Kader
Arijan Komazec
Damir Mulaomerović
Davor Marcelić
Dino Rađa
Josip Vranković
Slaven Rimac
Stojan Vranković
Toni Kukoč
Velimir Perasović
Veljko Mršić
Vladan Alanović
Žan Tabak

### Boxen
- Stipe Drviš
Halbschwergewicht: 5. Platz

### Handball
- Herrenteam
Gold

- Kader
Vladimir Jelčić
Goran Perkovac
Irfan Smajlagić
Božidar Jović
Alvaro Načinović
Vladimir Šujster
Bruno Gudelj
Nenad Kljaić
Iztok Puc
Zoran Mikulić
Venio Losert
Patrik Čavar
Valner Franković
Slavko Goluža
Valter Matošević
Zlatan Saračević

### Kanu
- Andrej Glucks
Einer-Kajak, Slalom: 16. Platz

- Dražen Funtak
Einer-Canadier, 500 Meter: Halbfinale
Zweier-Canadier, 500 Meter: Halbfinale
Zweier-Canadier, 1000 Meter: Halbfinale

- Ivan Šabjan
Einer-Canadier, 1000 Meter: 8. Platz
Zweier-Canadier, 500 Meter: Halbfinale
Zweier-Canadier, 1000 Meter: Halbfinale

- Danko Herceg
Einer-Canadier, Slalom: 29. Platz

### Leichtathletik
- Branko Zorko
1500 Meter: Halbfinale

- Siniša Ergotić
Weitsprung: In der Qualifikation ausgeschieden

- Dragan Mustapić
Diskuswurf: 27. Platz in der Qualifikation

### Ringen
- Stipe Damjanović
Schwergewicht, griechisch-römisch: 10. Platz

### Rudern
- Hrvoje Telišman
Doppelzweier: 12. Platz

- Danijel Bajlo
Doppelzweier: 12. Platz

- Marko Banović
Zweier ohne Steuermann: 6. Platz

- Ninoslav Saraga
Zweier ohne Steuermann: 6. Platz

- Siniša Skelin
Vierer ohne Steuermann: 7. Platz

- Sead Marušić
Vierer ohne Steuermann: 7. Platz

- Igor Boraska
Vierer ohne Steuermann: 7. Platz

- Tihomir Franković
Vierer ohne Steuermann: 7. Platz

### Schießen
- Roman Špirelja
Luftpistole: 43. Platz
Schnellfeuerpistole: 16. Platz

- Mirela Skoko-Kovačević-Ćelić
Frauen, Luftpistole: 10. Platz
Frauen, Sportpictole: 36. Platz

- Mladenka Maleniča
Frauen, Luftgewehr: 20. Platz
Frauen, Kleinkaliber, Dreistellungskampf: 28. Platz

- Suzana Skoko
Frauen, Luftgewehr: 25. Platz
Frauen, Kleinkaliber, Dreistellungskampf: 12. Platz

### Schwimmen
- Alen Lončar
50 Meter Freistil: 50. Platz
4 × 100 Meter Freistil: 14. Platz

- Marijan Kanjer
100 Meter Freistil: 40. Platz
4 × 100 Meter Freistil: 14. Platz
4 × 200 Meter Freistil: 13. Platz

- Miroslav Vučetić
200 Meter Freistil: 19. Platz
400 Meter Freistil: 22. Platz
4 × 100 Meter Freistil: 14. Platz
4 × 200 Meter Freistil: 13. Platz
4 × 100 Meter Lagen: 16. Platz

- Miloš Milošević
100 Meter Schmetterling: 23. Platz
4 × 100 Meter Freistil: 14. Platz
4 × 100 Meter Lagen: 16. Platz

- Gordan Kožulj
4 × 200 Meter Freistil: 13. Platz

- Marko Strahija
200 Meter Rücken: 11. Platz
4 × 200 Meter Freistil: 13. Platz

- Tomislav Karlo
100 Meter Rücken: 34. Platz
4 × 100 Meter Lagen: 16. Platz

- Dominik Galić
200 Meter Schmetterling: 22. Platz

- Krešimir Čač
200 Meter Lagen: 25. Platz
400 Meter Lagen: 23. Platz
4 × 100 Meter Lagen: 16. Platz

- Gabrijela Ujčić
Frauen, 50 Meter Freistil: 46. Platz
Frauen, 100 Meter Freistil: 45. Platz
Frauen, 100 Meter Schmetterling: 42. Platz

- Tinka Dančević
Frauen, 200 Meter Schmetterling: 31. Platz

### Segeln
- Karlo Kuret
Finn-Dinghy: 19. Platz

- Ivan Kuret
470er: 13. Platz

- Marko Mišura
470er: 13. Platz

### Tennis
- Goran Ivanišević
Einzel: 33. Platz
Doppel: 5. Platz

- Saša Hiršzon
Doppel: 5. Platz

- Iva Majoli
Frauen, Einzel: 5. Platz
Frauen, Doppel: 9. Platz

- Maja Murić
Frauen, Doppel: 9. Platz

### Tischtennis
- Zoran Primorac
Einzel: 9. Platz
Doppel: 17. Platz

- Damir Atiković
Doppel: 17. Platz

- Tamara Boroš
Frauen, Einzel: 33. Platz
Frauen, Doppel: 17. Platz

- Eldijana Aganović
Frauen, Doppel: 17. Platz

### Turnen
- Aleksej Demjanov
Einzelmehrkampf: 57. Platz in der Qualifikation
Barren: 60. Platz in der Qualifikation
Bodenturnen: 50. Platz in der Qualifikation
Pferdsprung: 63. Platz in der Qualifikation
Reck: 87. Platz in der Qualifikation
Ringe: 20. Platz in der Qualifikation
Seitpferd: 91. Platz in der Qualifikation

### Wasserball
- Herrenteam
Silber

- Kader
Perica Bukić
Damir Glavan
Igor Hinić
Vjekoslav Kobeščak
Joško Kreković
Ognjen Kržić
Dubravko Šimenc
Siniša Školneković
Ratko Štritof
Tino Vegar
Renato Vrbičić
Zdeslav Vrdoljak